# Liste der Baudenkmäler in Faulbach
Auf dieser Seite sind die Baudenkmäler in der unterfränkischen Gemeinde Faulbach zusammengestellt. Diese Tabelle ist eine Teilliste der Liste der Baudenkmäler in Bayern. Grundlage ist die Bayerische Denkmalliste, die auf Basis des Bayerischen Denkmalschutzgesetzes vom 1. Oktober 1973 erstmals erstellt wurde und seither durch das Bayerische Landesamt für Denkmalpflege geführt wird. Die folgenden Angaben ersetzen nicht die rechtsverbindliche Auskunft der Denkmalschutzbehörde.
 Diese Liste gibt den Fortschreibungsstand vom 15. April 2020 wieder und enthält 25 Baudenkmäler.
In dieser Kartenansicht sind Baudenkmäler ohne Koordinaten mit einem roten bzw. orangen Marker dargestellt und können in der Karte gesetzt werden. Baudenkmäler ohne Bild sind mit einem blauen bzw. roten Marker gekennzeichnet, Baudenkmäler mit Bild mit einem grünen bzw. orangen Marker.

## Baudenkmäler nach Ortsteilen

### Faulbach
| Lage                                                     | Objekt                                                   | Beschreibung | Akten-Nr.              | Bild                                                     |
| -------------------------------------------------------- | -------------------------------------------------------- | --- | ---------------------- | -------------------------------------------------------- |
| Außen am Fortbach (Standort)                             | Bildpfeiler                                              | mit Satteldach-Reliefaufsatz 'Kreuzigungsgruppe', am Schaft Wiederkreuz im Wappenfeld, monolithischer Sandstein, bezeichnet 1598 | D-6-76-124-15 Wikidata | BW                                                       |
| Bahnlinie Miltenberg - Wertheim; Häuserhofgut (Standort) | Sandsteinsäge und -schleife                              | Maschinenhalle mit Laufkran auf aufgeständerten Schienen und mehreren Maschinen zum Sägen und Schleifen von Sandsteinen, Mitte 20. Jh. | D-6-76-124-28          | BW                                                       |
| Haaggasse 28 (Standort)                                  | Bildpfeiler mir Satteldach-Reliefaufsatz und Kreuzrelief | Bekrönung durch Lourdes-Madonna, Sandstein, bezeichnet 1888 | D-6-76-124-16 Wikidata | Bildpfeiler mir Satteldach-Reliefaufsatz und Kreuzrelief |
| Hauptstraße 20 (Standort)                                | Bildstock                                                | wappengeschmückter Pfeiler mit Reliefaufsatz 'Kreuzigungsgruppe zwischen Cherubim', Sandstein, barock, bezeichnet 1690 | D-6-76-124-1 Wikidata  | weitere Bilder                                           |
| Hauptstraße 41 (Standort)                                | Pfarrkirche St. Elisabeth                                | sogenannte Alte Pfarrkirche, Saalbau mit Walmdach und eingezogenem dreiseitig schließendem Chor, eingezogener Turm auf quadratischem Grundriss mit Portal nur leicht vor die Fassade tretend, laternenartiges oktogonales Obergeschoss und Haube verschiefert, Putzflächen mit sparsamen Werksteingliederungen, klassizistisch, 1809; mit Ausstattung | D-6-76-124-2 Wikidata  | weitere Bilder                                           |
| Hauptstraße 89 (Standort)                                | Bildstock                                                | Prozessionsaltar und Bildpfeiler mit Tonnendach-Nischenaufsatz sowie Kreuzbekrönung, Sandstein, 1846, Erneuerung bezeichnet 1955 | D-6-76-124-3 Wikidata  | BW                                                       |
| Hauptstraße 104 (Standort)                               | Wohnhaus                                                 | giebelständiger eingeschossiger Satteldachbau mit Zierfachwerkgiebel, Erdgeschoss verputzt, 17. Jahrhundert | D-6-76-124-4 Wikidata  | BW                                                       |
| Hauptstraße 109 (Standort)                               | Wohnhaus                                                 | Wohnhaus, giebelständiger eingeschossiger Satteldachbau mit Zierfachwerkgiebel, Erdgeschoss verputzt, 17. Jahrhundert, rückwärtiger zweigeschossiger massiver Zwerchhausanbau, verputzt, mit Werksteinrahmungen, erste Hälfte 20. Jahrhundert; Einfriedung, Pfeiler, historistisch, Sandstein, Zweite Hälfte 19. Jahrhundert                          | D-6-76-124-5 Wikidata  | weitere Bilder                                           |
| Hauptstraße 111 (Standort)                               | Katholische Pfarrkirche Mariä Verkündigung               | Betonskelettbau mit Flachsatteldach, Fensterband im Erdgeschoss mit darüber vorkragendem kaum gegliedertem Oberbau, seitlicher schlanker Turm mit asymmetrischer Gliederung durch Pultdach, Lamellenfenster, Turmuhr und Kreuzbekrönung; historische Ausstattung                                                                                      | D-6-76-124-6 Wikidata  | weitere Bilder                                           |
| Hauptstraße 111 (Standort)                               | Kreuz                                                    | breiter Sockel mit Kruzifix, Sandstein, bezeichnet 1907 | D-6-76-124-7 Wikidata  | Kreuz                                                    |
| Hauptstraße 111 (Standort)                               | Bildstock                                                | Pfeiler mit Satteldach-Nischenaufsatz in Pfarrgartenmauer eingelassen, monolithischer Sandstein, 18. Jahrhundert | D-6-76-124-10 Wikidata | Bildstock                                                |
| Hauptstraße 111; Nähe Hauptstraße (Standort)             | Friedhofsmauer                                           | unverputztes Sandsteinmauerwerk, spätmittelalterlich | D-6-76-124-13 Wikidata | Friedhofsmauer                                           |
| Hauptstraße 121 (Standort)                               | Rathaus                                                  | Torhaus, zweigeschossiger Satteldachbau quer über die Hauptstraße gebaut, massives verputztes Erdgeschoss mit Rundbogendurchfahrt, Hochwassermarken an den Sandsteingewänden, Inschrifttafel, Zierfachwerk im Obergeschoss mit Fenstererkern und figürlichen Schnitzereien, Renaissance, bezeichnet 1594, 1957 verändert                              | D-6-76-124-8 Wikidata  | weitere Bilder                                           |
| Hauptstraße 141 (Standort)                               | Bildstock                                                | Inschriftpfeiler mit Wiederkreuz im Wappenfeld und Satteldach-Nischenaufsatz mit Kreuzbekrönung, an den Seiten Maßwerkreliefs, monolithischer Sandstein, nachgotisch, letztes Viertel 16. Jahrhundert, eingestellte Pieta, Steinguss(?), 19./20. Jahrhundert                                                                                          | D-6-76-124-9 Wikidata  | BW                                                       |
| Mühlwehräcker (Standort)                                 | Bildstock                                                | Inschriftpfeiler mit Reliefaufsatz 'Pietà', Sandstein, bezeichnet 1740 | D-6-76-124-14 Wikidata | BW                                                       |
| Nähe Hauptstraße (Standort)                              | Friedhofskreuz                                           | breiter Tischsockel mit reliefgeschmücktem Antependium 'Engel mit Schild' und Kruzifix, Sandstein, bezeichnet 1733 | D-6-76-124-18 Wikidata | BW                                                       |
| Schanz (Standort)                                        | Bildstock                                                | toskanische Säule mit Tonnendach-Nischenaufsatz, Sandstein, 19. Jahrhundert, erneuert | D-6-76-124-12 Wikidata | BW                                                       |
| Speckspitze 19 (Standort)                                | Marienpfeiler                                            | Prozessionsaltar und Pfeiler mit Kelchgirlande, Bekrönung durch Freiplastik 'Madonna mit Kind', Sandstein, bezeichnet 1743, renoviert 1866 | D-6-76-124-11 Wikidata | BW                                                       |
| Staatsstraße 2315 (Standort)                             | Bildstock                                                | Inschriftpfeiler mit Tonnendach-Nischenaufsatz und Kreuzbekrönung mit Wiederkreuzritzung, monolithischer Sandstein, um 1600 | D-6-76-124-17 Wikidata | Bildstock                                                |
| Staatsstraße 2315 (Standort)                             | Bildstock                                                | Bildpfeiler mit Satteldach-Reliefaufsatz 'Kruzifix' und Kreuzbekrönung, am Schaft Wiederkreuz im Wappenschild, monolithischer Sandstein, bezeichnet 1595 | D-6-76-124-19 Wikidata | BW                                                       |

### Breitenbrunn
| Lage                           | Objekt                                      | Beschreibung | Akten-Nr.              | Bild |
| ------------------------------ | ------------------------------------------- | --- | ---------------------- | ---- |
| nahe dem Faulbach ()           | Bildstock                                   | nicht nachqualifiziert, im Bayerischen Denkmal-Atlas nicht kartiert                                                                         | D-6-76-124-20          |      |
| Dorfstraße 10 (Standort)       | Katholische Friedhofskapelle Mater Dolorosa | Saalkirche mit dreiseitig schließendem Chor, verputztes Mauerwerk mit Sandsteinrahmungen, Satteldach, 1585, 1685 renoviert; mit Ausstattung | D-6-76-124-23 Wikidata | BW   |
| In der Aub (Standort)          | Bildstock                                   | Pfeiler mit Reliefaufsatz Hl. Trinität, Sandstein, bezeichnet 1806                                                                          | D-6-76-124-21 Wikidata | BW   |
| Nähe Faulbacher Weg (Standort) | Bildstock                                   | Pfeiler mit Tonnendach-Nischenaufsatz, Aufsatzrückseite ebenfalls mit Nische versehen, monolithischer Sandstein, bezeichnet 1729            | D-6-76-124-24 Wikidata | BW   |
| Sebastianusstraße (Standort)   | Bildstock                                   | Inschriftpfeiler mit Reliefaufsatz Kruzifix in Arkanthusrahmung, Sandstein, bezeichnet 1849, Schaft erneuert                                | D-6-76-124-22 Wikidata | BW   |